# 林間 (大和市)
林間（りんかん）は、神奈川県大和市の地名。現行行政地名は林間一丁目及び林間二丁目。住居表示は全域で実施済。

## 地理
大和市北部に位置し、小田急江ノ島線南林間駅の東側をなす区域である。東は南林間、西は下鶴間、南は西鶴間、北は中央林間に接する。
南林間駅前
賑わいを見せる南林間駅西口側の南林間に比べ、店舗や交通量が少なく、裏口側の地域という要素が強い。ロータリーが整備されており、大和市コミュニティバスが発着している。駅出入口南方の道路には、小規模の居酒屋やスナック、散髪店などが連ねる。

### 地価
住宅地の地価は、2023年（令和5年）1月1日の公示地価によれば、林間1-18-10の地点で22万円/m2となっている。

## 世帯数と人口
2021年（令和3年）10月1日現在（大和市発表）の世帯数と人口は以下の通りである。
| 丁目       | 世帯数    | 人口    |
| ---------- | --------- | ------- |
| 林間一丁目 | 1,760世帯 | 3,274人 |
| 林間二丁目 | 1,724世帯 | 3,179人 |
| 計         | 3,484世帯 | 6,453人 |

### 人口の変遷
国勢調査による人口の推移。
| 年                 | 人口  |
| ------------------ | ----- |
| 1995年（平成7年）  | 5,273 |
| 2000年（平成12年） | 5,369 |
| 2005年（平成17年） | 5,680 |
| 2010年（平成22年） | 6,270 |
| 2015年（平成27年） | 6,449 |
| 2020年（令和2年）  | 6,501 |

### 世帯数の変遷
国勢調査による世帯数の推移。
| 年                 | 世帯数 |
| ------------------ | ------ |
| 1995年（平成7年）  | 2,360  |
| 2000年（平成12年） | 2,465  |
| 2005年（平成17年） | 2,776  |
| 2010年（平成22年） | 3,118  |
| 2015年（平成27年） | 3,295  |
| 2020年（令和2年）  | 3,459  |

## 事業所
2021年（令和3年）現在の経済センサス調査による事業所数と従業員数は以下の通りである。
| 丁目       | 事業所数  | 従業員数 |
| ---------- | --------- | -------- |
| 林間一丁目 | 122事業所 | 638人    |
| 林間二丁目 | 76事業所  | 405人    |
| 計         | 198事業所 | 1,043人  |

### 事業者数の変遷
経済センサスによる事業所数の推移。
| 年                 | 事業者数 |
| ------------------ | -------- |
| 2016年（平成28年） | 210      |
| 2021年（令和3年）  | 198      |

### 従業員数の変遷
経済センサスによる従業員数の推移。
| 年                 | 従業員数 |
| ------------------ | -------- |
| 2016年（平成28年） | 1,131    |
| 2021年（令和3年）  | 1,043    |

## 交通

### 鉄道
- 小田急江ノ島線南林間駅

### バス
- 大和市コミュニティバス
  - のろっと 北部ルート
  - やまとんGO 中央林間西側地域ルート、相模大塚地域ルート

### 道路
- 神奈川県道50号座間大和線（座間街道）
- やまと根岸通り
- 市道南大和相模原線

## 施設
- ツルハドラッグ 南林間駅前店
- 大和市立林間小学校
- 聖セシリア女子短期大学 - 2021年3月に閉学
- 大和市林間学習センター

## その他

### 日本郵便
- 郵便番号 : 242-0003[3]（集配局 : 大和郵便局[16]）。